# Riding the Bullet
Pour plus de détails, voir Fiche technique et Distribution.
Riding the Bullet est un film américano-germano-canadien réalisé par Mick Garris, sorti en 2004.

## Synopsis
En octobre 1969, Alan Parker est un étudiant en art de l'université du Maine qui a une vision romantique de la mort. Le jour de son anniversaire, il pense que sa petite amie, Jessica, veut rompre avec lui. Dans sa baignoire, il envisage le suicide et se coupe accidentellement avec une lame de rasoir quand Jessica et un groupe d'amis viennent lui faire une surprise. Alan se réveille à l'hôpital. Jessica lui dit qu'elle est en colère pour l'acte égoïste qu'il a tenté de commettre, mais aussi qu'elle l'aime. Elle lui offre des billets de concert pour voir John Lennon à Toronto. Le lendemain, quand Alan sort de l'hôpital, il reçoit un appel téléphonique le prévenant que sa mère, Jean, a fait un AVC. Il décide d'aller la voir à l'hôpital le soir même, donnant les billets de concert à ses colocataires.
Alan part donc en auto-stop jusqu'à Lewiston. Il est d'abord pris en charge par une camionnette conduite par Ferris, un hippie en route pour le Canada afin d'échapper à l'incorporation dans l'armée. Ils manquent de peu d'entrer en collision avec une voiture qui arrive en sens inverse, et se retrouvent dans un fossé. Il fait ensuite une partie du trajet avec un vieux fermier qui lui propose finalement de faire un détour jusqu'à Lewiston pour le conduire voir sa mère mais Alan refuse. Il continue à pied et voit une affiche du « Bolide », des montagnes russes, ce qui lui rappelle un souvenir de lui à douze ans faisant la queue avec sa mère pour y monter, mais prenant peur au dernier moment et refusant d'y monter à la grande colère de sa mère.
Poursuivi par deux hommes avec qui il a échangé des insultes, Alan se réfugie dans un cimetière et voit la tombe de George Staub, dont la stèle funéraire indique qu'il est mort il y a tout juste deux ans. Plus tard, un chauffeur le fait monter dans sa voiture, une Plymouth Fury, et lui propose de l'emmener jusqu'à l'hôpital. Mais Alan se rend compte que cet homme est George Staub. Il garde sa découverte pour lui, et George lui demande s'il est déjà monté dans le « Bolide ». Alan lui ment en affirmant que oui mais George détecte immédiatement son mensonge et l'appelle par son prénom alors qu'il ne le lui avait pas dit. George lui explique qu'il est mort dans un accident de voiture lorsqu'il a essayé de dépasser un camion, et qu'il a fait une embardée pour éviter une collision avec une autre voiture.
George dit à Alan qu'il doit emmener une personne avec lui dans la mort, et qu'Alan doit choisir si ce sera sa mère ou lui-même. S'il ne fait pas de choix, George le prévient qu'il devra prendre les deux. Après avoir essayé de tergiverser, Alan dans un moment de panique et de peur, choisit sa mère. George jette Alan hors de la voiture, et quand il se réveille, Alan est de retour au cimetière. Il arrive finalement à l'hôpital, où il croit un instant que sa mère est morte mais finit par apprendre qu'elle est hors de danger. Il va la voir dans sa chambre d'hôpital et décide de passer plus de temps avec elle.
Lors de l'épilogue, Alan, désormais dans la quarantaine, raconte que sa mère a vécu trois années de plus avant de mourir d'une crise cardiaque. Il a épousé sa petite amie Jessica, mais ils ont ensuite divorcé. Alan n'a jamais gagné sa vie en tant qu'artiste, mais il continue de peindre comme passe-temps. Il monte une fois par an sur le « Bolide » en souvenir de sa mère.

## Fiche technique
Sauf indication contraire, les informations mentionnées dans cette section peuvent être confirmées par la base de données cinématographiques IMDb,  présente dans la section « Liens externes ».
- Titre original complet : Stephen King's Riding the Bullet
- Réalisation : Mick Garris
- Scénario : Mick Garris, d'après la nouvelle Un tour sur le Bolid' de Stephen King
- Musique : Nicholas Pike
- Directeur de la photographie : Robert C. New
- Montage : Marshall Harvey
- Décors : Andrew Deskin
- Costumes : Stephanie Nolin
- Production : Nicole Haeussermann
- Sociétés de production : Motion Picture Corporation of America, ApolloProMedia GmbH & Co. 1. Filmproduktion KG, Motion Picture Corporation of Europe et Riding the Bullet Production
- Sociétés de distribution : Motion Picture Corporation of America (Monde), Innovation Film Group (États-Unis)
- Pays de production :  États-Unis,  Allemagne,  Canada
- Format : Couleurs - 1,85:1 (Vistavision) - son Dolby numérique - 35 mm
- Genre : horreur
- Durée : 98 minutes
- Dates de sortie[1] :
  - USA : 15 octobre 2004 (sortie limitée)
  - France : 6 décembre 2006[2] (DVD)

## Distribution
- Jonathan Jackson : Alan Parker
- David Arquette : George Staub
- Cliff Robertson : le fermier
- Barbara Hershey : Jean Parker
- Erika Christensen : Jessica Hadley
- Barry Levy : Julian Parker
- Nicky Katt : Ferris
- Jackson Harris : Alan à 6 ans
- Jeff Ballard : Alan à 12 ans
- Peter LaCroix : Alan adulte
- Chris Gauthier : Hector Passmore
- Robin Nielsen : Archie Howard
- Matt Frewer : M. Clarkson

## Production
Mick Garris met une option sur les droits d'adaptation de la nouvelle Un tour sur le Bolid' dès la sortie de celle-ci et écrit une première version du scénario en deux semaines. Il doit cependant attendre trois ans pour tourner le film car aucun studio de production n'est intéressé. Garris considère que c'est son film le plus personnel. Il a ainsi situé l'action en 1969 car c'est l'année où il a fini ses études secondaires et qu'il a perdu un frère à cette époque. Il affirme à ce sujet qu'il a pu sans problème ajouter des éléments personnels car le texte est assez court et qu'il voulait « que le personnage principal du film […] découvre ce que signifiait vraiment la mort ».
Le tournage se déroule dans la région de Vancouver entre novembre et décembre 2003.

## Sortie et accueil
Le film n'a bénéficié que d'une sortie limitée au cinéma aux États-Unis, dans une centaine de salles, et est sorti directement en DVD dans la plupart des autres pays.
Il a reçu un accueil critique défavorable, recueillant 27 % de critiques positives, avec une note moyenne de 4,2/10 et sur la base de 22 critiques collectées, sur le site agrégateur de critiques Rotten Tomatoes. Pour L'Écran fantastique, c'est un « film maladroit et erratique mais empreint de sincérité et d'une tristesse authentique ». Alexandre Bustillo, de Mad Movies, juge sévèrement l'interprétation de Jonathan Jackson et David Arquette et affirme : « on pionce sévère devant cette virée nocturne qui ne ferait même pas frissonner votre petite sœur ».